# NBA Live 10
NBA Live 10 est un jeu vidéo de basket-ball sorti en 2009 sur PlayStation 3, Xbox 360, PlayStation Portable et iPhone. Il est le dernier jeu de la série NBA Live, il devait être suivi de NBA Elite 11 qui fut définitivement annulé au Printemps 2011.
Il est développé par EA Chicago et édité par EA Sports. C'est le 15e opus de la série.
Tony Parker est l'ambassadeur officiel pour la sortie française et ce depuis NBA Live 2004. 
Son unique concurrent sur le marché est NBA 2K10.

## Bande son
Il s'agit de la bande son communiquée par EA.Elle fut officiellement diffusée le 31 juillet 2009.
| - 88-Keys feat. Colin Munroe - Wake Up Calls - Afrika Bambaataa feat. Why G, Mickey Factz & Fort Knox Five - We Don't Stop Yawl - B.o.B. - Champion - Beastie Boys - Pop Your Balloon - David Banner & GQ - S.P.I.T. - De La Soul - La La La - Dead Prez - Still Bigga Than - Embassy Music Board - Overtime - Grand Puba - Get It - Laza - Crank It Up - Matt and Kim feat. De La Soul - Daylight (Troublemaker Remix) - Matt and Kim - Daylight - Mick Boogie feat. Kidz In the Hall, Donnis & Daytona - Class of Our Own | - Mickey Factz & B.o.B. - Mind Got Blown - Mos Def feat. Talib Kweli - History - Murs feat. Kurupt & Jay Rock - We Ballin' - Pete Rock - When I Need It - Reflection Eternal - Get Lite - Rye Rye feat. Busy Signal - Get Like This - Snoop Dogg - Lodi Dodi (LIVE 10) - Wale feat. Jazmine Sullivan - World Tour - Wyclef Jean feat. Haitian Fresh - Ballin' - Xzibit feat. BJ The Chicago Kid & Poo Bear - Fanatic - Young Dre the Truth & 2Pac feat. BJ the Chicago Kid - All Eyez on Me (The Truth) - Zion I - Go Hard |

## Équipes nationales
Il y a également 24 équipes nationales avec lesquels le joueur peut devenir champion du monde.
| équipe FIBA | équipe FIBA      |
| ----------- | ---------------- |
| Angola      | Italie           |
| Argentine   | Japon            |
| Australie   | Lituanie         |
| Brésil      | Mexique          |
| Canada      | Nouvelle-Zélande |
| Chine       | Porto Rico       |
| Croatie     | Russie           |
| Royaume-Uni | Serbie           |
| France      | Slovénie         |
| Allemagne   | Espagne          |
| Grèce       | Turquie          |
| Iran        | États-Unis       |